# Tribunal de police (Luxembourg)
Pour les articles homonymes, voir Tribunal de police.
Le tribunal de police traite les contraventions ou certains délits qui relèvent d’une compétence spéciale.

## Organisation
Chaque justice de paix dispose d'un tribunal de police, qui peut infliger des contraventions, un retrait de permis de conduire ou encore la confiscation d'un bien.
Le tribunal de police est composé d'un juge de police, dans chaque justice de paix, un ou plusieurs juges de paix peuvent exercer cette fonction, et d'un représentant du ministère public,.